# St. Pauli (Soest)

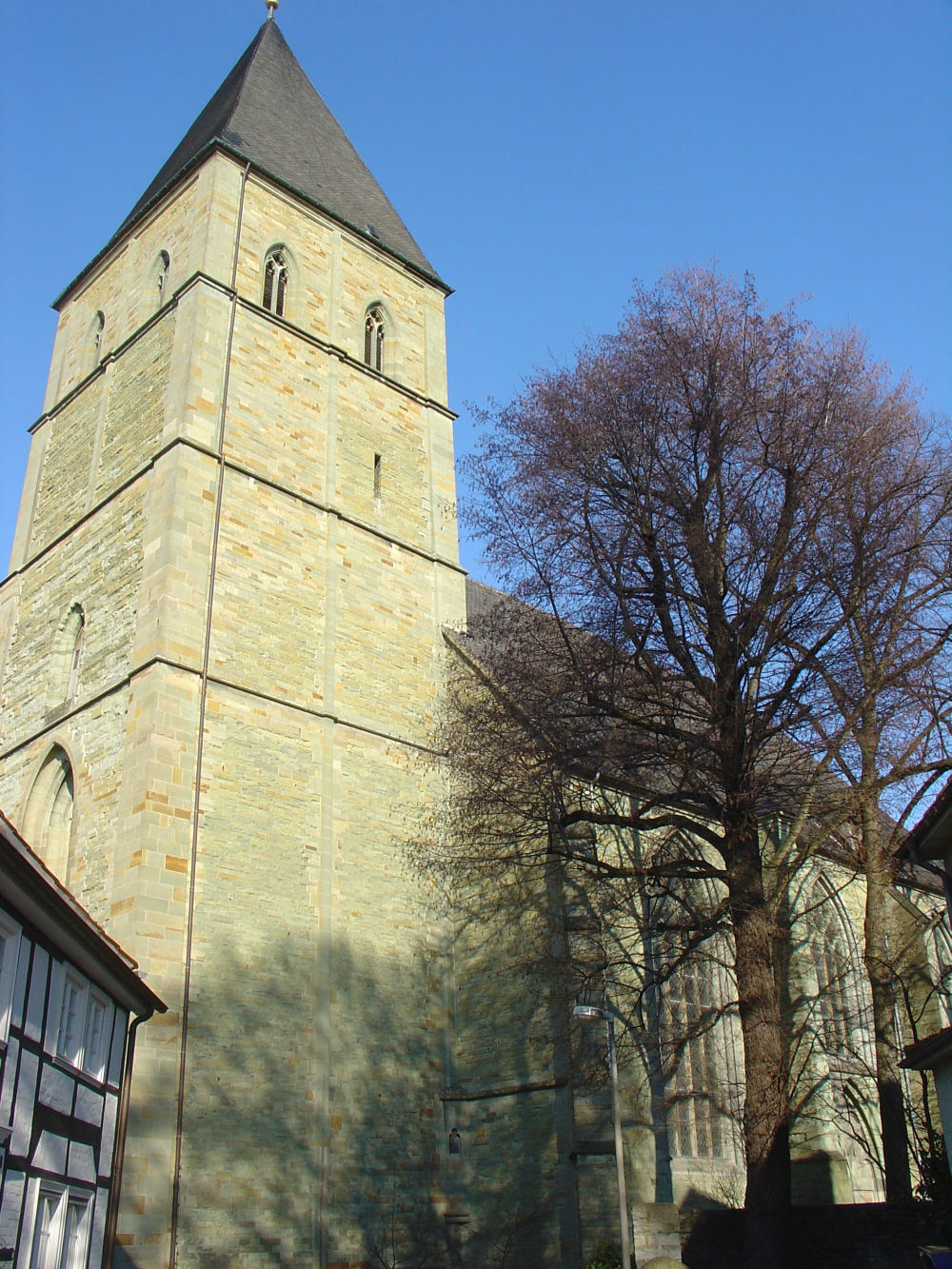
St. Pauli in Soest

St. Pauli ist eine gotische Hallenkirche in Soest in Nordrhein-Westfalen.
Die dreijochige Hallenkirche mit dem mächtigen Turm auf quadratischem Grundriss prägt das Stadtbild im südwestlichen Teil der Stadt. Sie gehört zur evangelischen St.-Petri-Pauli-Gemeinde, die mit etwa 8100 Gemeindemitgliedern die größte evangelische Kirchengemeinde in Soest ist und zum Kirchenkreis Soest-Arnsberg der Evangelischen Kirche von Westfalen gehört.

## Geschichte und Architektur

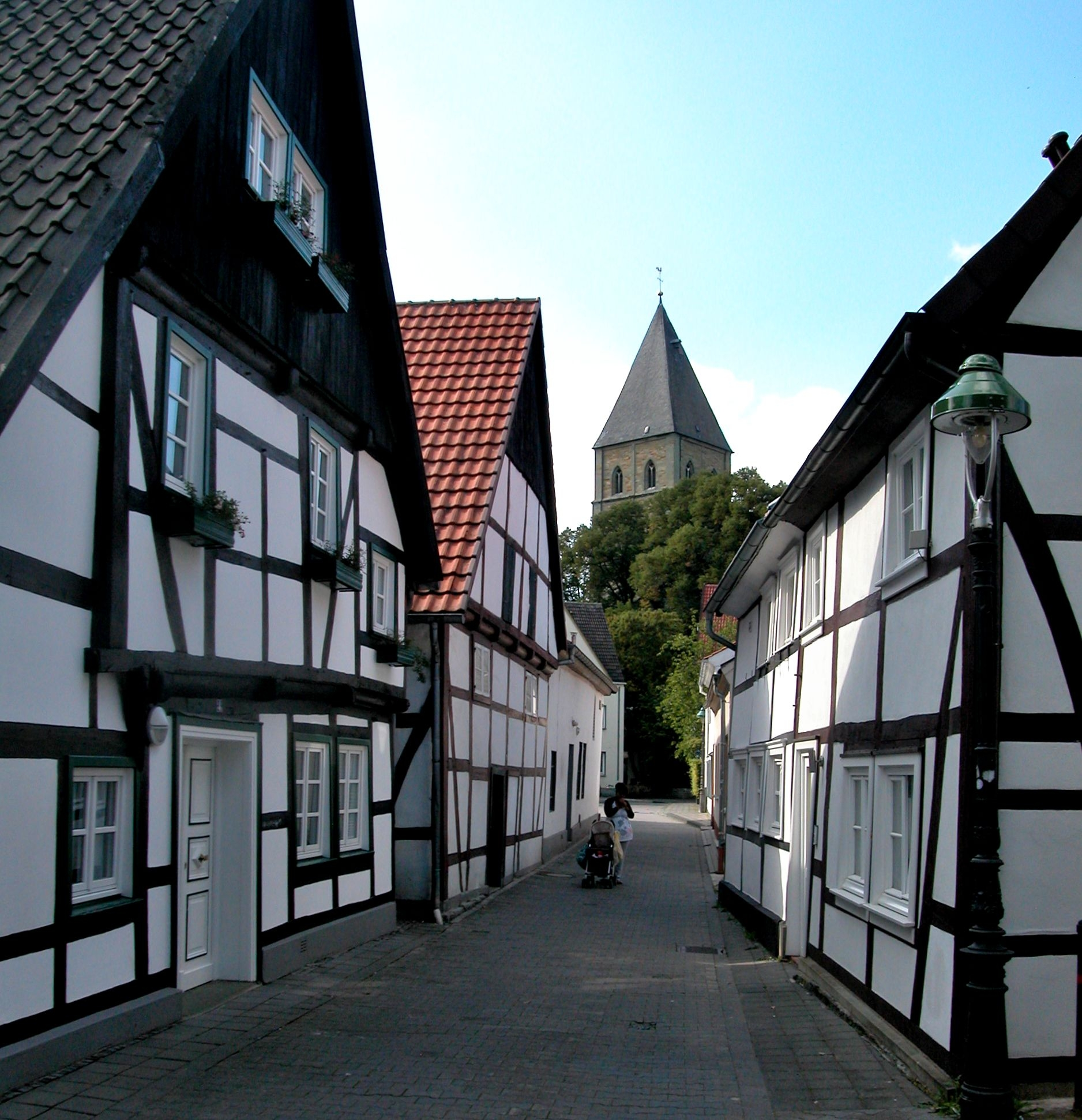
Blick auf St. Pauli von der Haarhofgasse aus

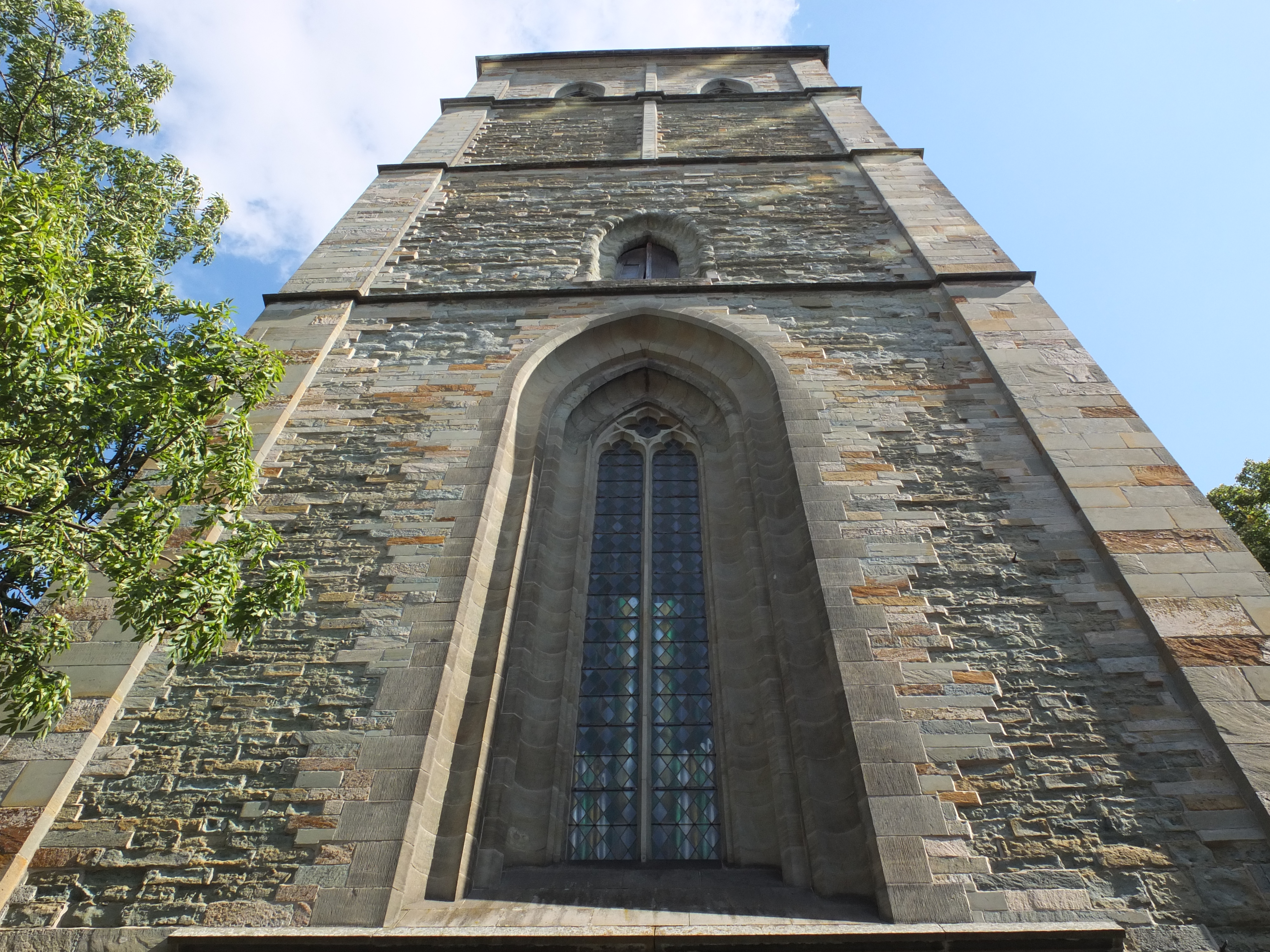
Der mächtige Turm

Erzbischof Philipp von Heinsberg beschloss gegen Ende des zwölften Jahrhunderts, die Stadt Soest auszubauen. Das Stadtgebiet wurde in vier Sektoren, sogenannte Hofen, geteilt. Jede Hofe sollte eine Kirche bekommen; St. Pauli wurde die Kirche der südlichen Hofe. Bis dahin war St. Petri, auch „Alde Kerke“ genannt, die einzige Stadtkirche gewesen. Eine St.-Pauli-Kirche wurde 1229 erstmals urkundlich in Soest erwähnt. Dabei handelte es sich vermutlich noch um eine romanische Vorgängerkirche. Um 1350 begann der Umbau zur jetzigen gotischen Kirche, der nach dem Ergebnis dendrochronologischer Untersuchungen im Dachstuhl bis 1405/06 dauerte. Das zweifach aufgeständerte Kehlbalkendach der Kirche zählt heute neben dem der Wiesenkirche zu den weitgehend erhaltenen gotischen Kirchendächern der Stadt Soest und ist von überregionaler Bedeutung. Die ältesten Teile der Kirche sind das Langhaus und der Turm; der Chor wurde etwa 100 Jahre später als letzter Teil angefügt.
Eine große Rolle in der Soester Stadtgeschichte spielte St. Pauli während der Reformationszeit. Eine erste reformatorische Predigt hielt 1530 der humanistisch gebildete Vizekurat Johann Kelberg, der zuvor Pater im Soester Dominikanerkloster gewesen war. Er stellte sich offen auf die Seite der Reformation und wurde der erste lutherische Pfarrer in Soest. Während des katholischen Interims bestellte der katholische Pfarrer den Kaplan Hartlieb Sennekamp. Dieser predigte schon nach kurzer Zeit unkatholisch und sollte aus dem Amt entfernt werden. Der Rat der Stadt bestärkte den Kaplan; jedoch musste Sennekamp entlassen werden, da der Kaiser intervenierte. Trotzdem kehrten die Bürger nach und nach zum evangelischen Glauben zurück. Nach dem katholischen Interim wurde St. Pauli 1552 als erste Kirche wieder evangelisch. Walther von Stollwyck bekam die Erlaubnis, dort das Abendmahl „in beiderlei Gestalt“ zu feiern.
Im Zweiten Weltkrieg blieb die Kirche von Zerstörungen weitgehend verschont; bis 1950 wurde sie renoviert. Von 1948 bis 1960 war sie gemeinsame Gottesdienststätte für die St.-Pauli- und die St.-Thomä-Gemeinde. Da die St.-Pauli-Gemeinde in den 1960er Jahren kleiner wurde, vereinigte sie sich 1972 mit der St.-Petri-Gemeinde zur „St.-Petri-Pauli-Gemeinde“. Die Kirche wurde kurz darauf wegen Baufälligkeit geschlossen. Von 1980 bis 1995 wurde sie umfassend restauriert und anschließend wiedereröffnet. Die Kirche wird für Gottesdienste, Amtshandlungen und Konzerte genutzt.
Im Januar 2020 wurde St. Pauli von der LWL-Denkmalpflege, Landschafts- und Baukultur in Westfalen als Denkmal des Monats in Westfalen-Lippe ausgezeichnet.
Das Buntglasfenster des südlichen Vorchores stammt aus der 1. Hälfte des 15. Jahrhunderts. Dargestellt sind verschiedene Heilige. Das Fenster überstand den Zweiten Weltkrieg, da es ausgelagert wurde. Wohl im 20. Jahrhundert wurden mehrere Fenster des Chores zum heutigen Fenster zusammengesetzt. Dabei wurden einige Heiligenfiguren falsch zusammengefügt. Möglicherweise entstammten die Glasmaler der gleichen Malschule wie jene des Westfensters des Altenberger Domes.

## Ausstattung

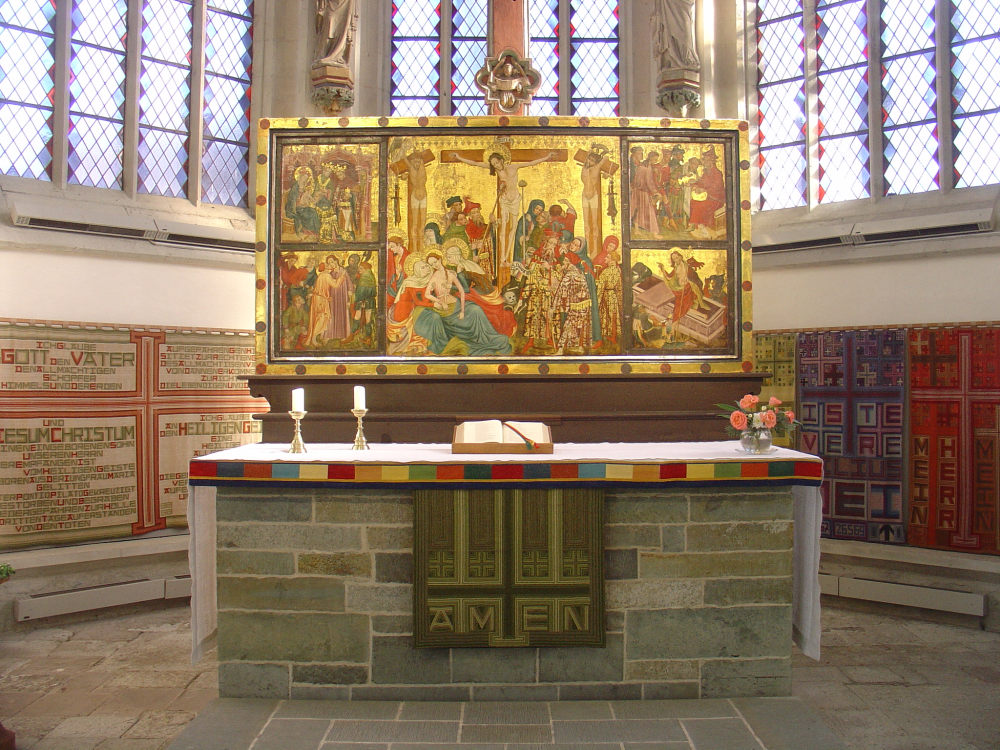
Altartafel

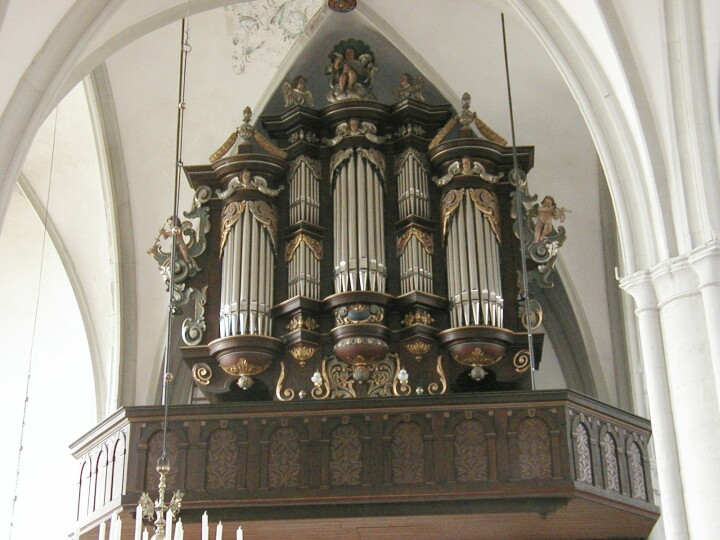
Walcker-Orgel

- Die Altartafel aus der Schule des Conrad von Soests stammt aus der Zeit um 1430. Die Antependien wurden in den 1940er und 1970er Jahren nach Entwürfen des Stadtarchivars und Presbyters Deus gefertigt.
- Das Ehrenmal für die Gefallenen des Ersten Weltkriegs ist eine Pietà von Walter von Ruckteschell.
- gotischer Tabernakel im Chorraum, um 1450[12]
- gotischer Taufstein, Sandstein, 1. Hälfte 15. Jahrhundert. Ähnlich dem Taufstein der Wiesenkirche[12]
- Renaissancekanzel (1580)
- Das Original-Turmuhrwerk von 1916 ist eine Arbeit aus der Werkstatt Vortmann.
- Die Glaskünstlerin Anna Pauli gestaltete als Ort des Gedenkens die Auferstehungstafel an der Südwand.[13] Die Farbe Weiß, das Licht, überwindet dynamisch das mit den Farben Grau und Schwarz dargestellte Dunkel. So soll das Geheimnis der Auferstehung dargestellt werden.[14]
- Im Westteil stehen Priechen aus dem 16. Jahrhundert.[15]
- Buntglasfenster mit Heiligendarstellungen aus der 1. Hälfte des 15. Jahrhunderts,
- Zwei gotische Holztruhen in Sekundärverwendung als Opferstöcke

### Walcker-Orgel
Die Orgel der Paulikirche wurde 1895 von Walcker (Ludwigsburg, als Opus 676) in dem historischen barocken Orgelgehäuse der Vorgängerorgel von 1675 (Peter Henrich Varenholt, Andreas Schneider) erbaut. Das pneumatische Instrument im deutsch-romantischen Stil hat 28 Register auf zwei Manualen und Pedal. Eine Besonderheit ist die durchschlagende Clarinette 8′ im Schwellwerk. Die Orgel wurde zuletzt in den Jahren 1992–1994 durch die Orgelbaufirma Hermann Eule (Bautzen) umfassend restauriert, wobei das Pfeifenmaterial z. T. rekonstruiert wurde. Die Orgel besitzt einen freistehenden Spieltisch, welcher bei der Restaurierung mittig vor die Orgel mit Blick zum Altar (Osten) platziert wurde (dieser stand vorher am nördlichen Ende der Empore mit Blick nach Süden, also um 90° gedreht). Die Manubrien der Registerzüge befinden sich, farblich unterschiedlich, in drei Reihen neben den Manualen, darüber je ein kleiner Knopf für die freie Kombination. Die Druckknöpfe für die Spielhilfen sind unterhalb des ersten Manuals angebracht, über dem zweiten Manual die gerade Skala für den Crescendoanzeiger. Die Normalkoppeln und Tutti sind auch als Tritte über dem Pedal vorhanden.
| I Hauptwerk C–f3 |                  |       |
| 01.              | Bourdon          | 16′   |
| 02.              | Prinzipal        | 08′   |
| 03.              | Gedeckt          | 08′   |
| 04.              | Viola da Gamba 0 | 08′   |
| 05.              | Hohlflöte        | 08′   |
| 06.              | Gemshorn         | 08′   |
| 07.              | Dolce            | 08′   |
| 08.              | Oktav            | 04′   |
| 09.              | Rohrflöte        | 04′   |
| 10.              | Oktav            | 02′   |
| 11.              | Mixtur V         | 2 ⁄3′ |
| 12.              | Trompete         | 08′   |

| II Schwellwerk C–f3 |                    |     |
| 13.                 | Geigenprincipal    | 08′ |
| 14.                 | Lieblich gedeckt   | 08′ |
| 15.                 | Salicional         | 08′ |
| 16.                 | Concertlöte        | 04′ |
| 17.                 | Aeoline            | 08′ |
| 18.                 | Octav              | 04′ |
| 19.                 | Traversflöte       | 04′ |
| 20.                 | Cornett IV–V       | 08′ |
| 21.                 | Clarinette         | 08′ |
|                     | Calcantenglöckchen |     |

| Pedal C–d1 |               |     |
| 22.        | Prinzipalbaß  | 16′ |
| 23.        | Subbaß        | 16′ |
| 24.        | Violonbaß     | 16′ |
| 25.        | Octavbaß      | 08′ |
| 26.        | Violoncello   | 08′ |
| 27.        | Octav         | 04′ |
| 28.        | Posaunenbaß 0 | 16′ |

- Koppeln: II/I, I/P, II/P; Super I/I, Super P/P
- Spielhilfen: Piano, Forte, Tutti als feste Kombinationen (Auslöser), eine freie Kombination, Registercrescendo als Tritt (links), Schwelltritt (rechts), Walze An, II. Manual Ab

### Glocken
Vier Glocken des 18. Jahrhunderts im Holzglockenstuhl und an Holzjochen aus der Gusszeit bilden das Geläut. An der Ostseite des Turmhelmes hängt eine Glocke für den Uhrschlag. Alle Glocken stammen aus der Hand Bernhard Wilhelm Stules.
| Nr. | Name                    | Gussjahr | Gießer                 | Durchmesser (mm) | Masse (kg) | Schlagton (HT-1/16) |
| 1   | Fleischhauerglocke      | 1720     | Bernhard Wilhelm Stule | 1.250            | 1.200      | es1 ±0              |
| 2   | Prophetenglocke         | 1720     | Bernhard Wilhelm Stule | 1.126            | 0.880      | f1 +7               |
| 3   | Paulusglocke            | 1720     | Bernhard Wilhelm Stule | 0.992            | 0.500      | ges1 –5             |
| 4   | Tauf- und Angelusglocke | 1711     | Bernhard Wilhelm Stule | 0.730            | 0.250      | c2 ±0               |
| I   | Uhrglocke               | 1722     | Bernhard Wilhelm Stule | 0.516            |            | fis2 +3             |

## Kolumbarium
Am 19. Dezember 2009 wurde im hinteren Teil der Kirche ein Kolumbarium eröffnet, das in acht Stelen 672 Urnen Platz bietet. Der Entwurf stammt von dem Architekten Hannes Knickeberg aus Soest, dem auch die Bauleitung oblag. Durch den Einbau des Kolumbariums sind die Lebenden und die Toten unter einem Dach vereint. Die in kleinen Kammern stehenden Urnen werden nach zwanzig Jahren entnommen und an einem Ort in der Kirche, der durch eine Steinplatte verschlossen ist, aufbewahrt. Die Stelen bestehen aus geschweißten Platten aus Edelstahl; sie wurden mit Glasperlen gestrahlt; durch die Patina wirken sie ruhig. Die Abdeckungen wurden aus Baumberger Sandstein angefertigt, dessen sandfarbene und graue Oberflächen samtartig wirken. Die Platten werden durch eingeklopfte Bleiwolle gehalten. Insgesamt soll die Wirkung eines früheren kleinen Dorfkirchhofes erzielt werden, bei dem die Gräber rund um die Kirche lagen. Der Bereich des Kolumbariums ist vom Gottesdienstraum durch eine von der Glaskünstlerin Anna Pauli gestaltete Glaswand abgetrennt. Ein farbiges Glasband, das mit einer Länge von 32 Metern den Raum durchzieht, stellt mit einem fortlaufenden Bildprogramm in unterschiedlichen Linienverläufen und Farben das Thema Lebenslinien dar. Die abstrakt gehaltenen Darstellungen von der Geburt bis zum Übergang in den Tod sollen den Besucher anregen, über den Verlauf seines eigenen Lebens nachzudenken. Dieses Kolumbarium ist die erste Urnen-Beisetzungsstätte in einer evangelischen Kirche in Westfalen.

## Bauzustand
Die Dächer des Langhauses und des Turmes waren seit längerer Zeit sanierungsbedürftig. Da 2004 Schieferplatten vom Turm herabfielen, musste eine Notsicherung mit einem Netz vorgenommen werden. In den Jahren 2017 und 2018 wurde das Dachwerk beider Dächer schließlich statisch ertüchtigt und instand gesetzt. Zudem wurden das Langhaus mit Naturschiefer in altdeutscher Deckung und der Turmhelm vollständig in Blei neu eingedeckt und somit der ursprüngliche Bauzustand wiederhergestellt.